# Christoph Bach
Christoph Bach (19. dubna 1613 Wechmar – 12. září 1661 Arnstadt) byl německý hudebník, člen hudební rodiny Bachů.

## Život
Christoph Bach byl druhým synem Johannese Bacha, bratr Johanna a Heinricha Bacha a dědeček Johanna Sebastiana Bacha.
Hudební vzdělání získal od svého otce a patrně byl jeho učitelem také městský pištec v Suhlu Hoffmann. V roce 1633 byl městským a knížecím hudebníkem.
V roce 1640 působil jako hudebník v Prettinu v Sasku, kde se oženil s dcerou městského pištce Marií Magdalenou Grablerovou. Měli tři syny, kteří se všichni stali hudebníky: Georg Christoph Bach (1642-1697) a dvojčata Johann Christoph Bach (1645-1693) a Johann Ambrosius Bach (1645-1695). Johann Ambrosius Bach se stal otcem Johanna Sebastiana Bacha. V letech 1642–1652 byl hudebníkem v Erfurtu.
V roce 1654 odešel do Arnstaddu a pracoval jako dvorní a městský hudebník.

## Dílo
Žádné skladby Christopha Bacha se nedochovaly.